# Hampton, New York
Hampton är en ort i Washington i delstaten New York, USA.